# Great Steeping
Great Steeping est une paroisse civile et un village du Lincolnshire, en Angleterre.